# Tournoi des candidates de 2019

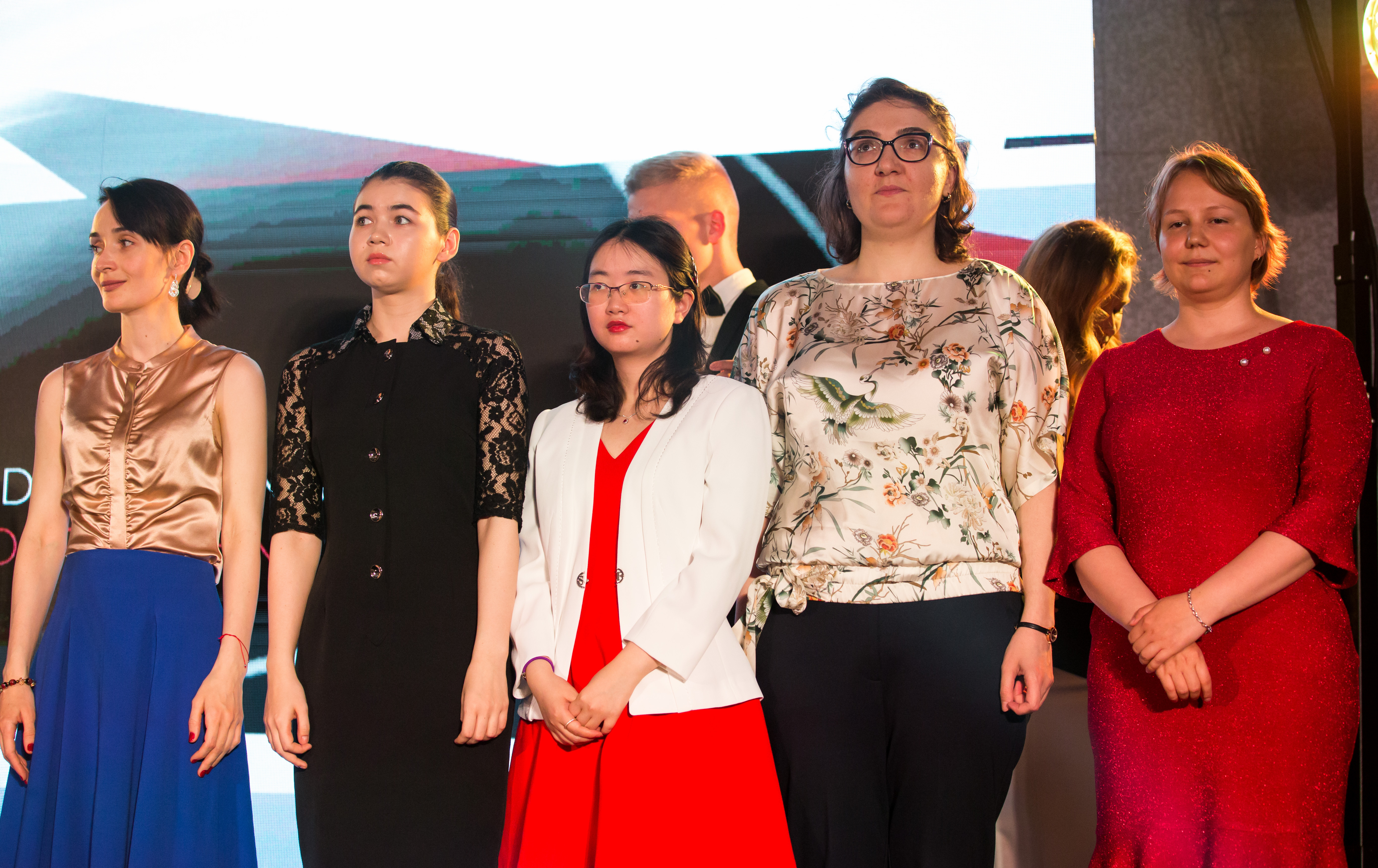
Kateryna Lagno, Aleksandra Goriatchkina, Tan Zhongyi, Nana Dzagnidzé et Valentina Gounina lors du tournoi des candidates de 2019

Le Tournoi des candidates de 2019 a pour but de déterminer la joueuse d'échecs qui doit affronter Ju Wenjun, la tenante du titre, lors du match de championnat du Monde d'échecs féminin en 2020.
La Russe Aleksandra Goriatchkina remporte le tournoi à deux tours disputé à Kazan en mai et juin 2019.

## Organisation
Le tournoi a lieu à Kazan en Russie du 29 mai au 19 juin 2019, à l'hôtel Nogai et est doté montant total de 200 000 € (1re place : 50 000 € ; 2e place : 40 000 € ; 3e place : 30 000 € ; 4e place : 25 000 € ; 5e place : 20 000 € ; 6e place : 15 000 € ; 7e place : 12 000 € et 8e place : 8 000 €, ces prix étant divisés en parts égales entre les joueuses avec le même score final). Il est organisé par le ministère des sports de la République du Tatarstan, la FIDE et la Fédération Russe des Échecs.
Pour la première fois depuis 20 ans il s'agit d'un tournoi toutes rondes et non pas un tournoi à élimination directe. À partir de cette date, donc, les formats des matchs de candidats hommes et femmes sont identiques.

## Cadences de jeu
Les parties sont jouées à la cadence de 90 minutes pour 40 coups puis 30 minutes pour le reste de la partie avec incrément de 30 secondes à partir du 1er coup.
Il s'agit d'un  tournoi à deux tours (chaque joueuse se rencontre deux fois, une fois avec les Blancs l'autre avec les Noirs) dans lequel les joueuses de même nationalité se rencontrent dès le début du tournoi.

## Participantes
8 joueuses participent : 
| Joueuses                | Classement mondial | Elo (mai 2019) | Championne du monde | Mode de qualification |
| ----------------------- | ------------------ | -------------- | ------------------- | --------------------- |
| Mariya Mouzytchouk      | n° 3               | 2 563          | 2015-2016           | Demi-finaliste 2018   |
| Kateryna Lagno          | n° 4               | 2 554          |                     | Finaliste 2018        |
| Alexandra Kosteniouk    | n° 6               | 2 546          | 2008-2010           | Demi-finaliste 2018   |
| Anna Mouzytchouk        | n° 7               | 2 539          |                     | Qualifiée à l'Elo     |
| Aleksandra Goriatchkina | n° 9               | 2 522          |                     | Première remplaçante  |
| Tan Zhongyi             | n° 10              | 2 513          | 2017-2018           | Qualifiée à l'Elo     |
| Nana Dzagnidzé          | n° 11              | 2 510          |                     | Qualifiée à l'Elo     |
| Valentina Gounina       | n° 13              | 2 506          |                     | Qualifiée à l'Elo     |

## Résultats
Aleksandra Goryachkina, qui était la première remplaçante après le forfait de Hou Yifan, et la plus jeune des compétitrices, termine donc première avec un point et demi d'avance et obtient donc le droit d'affronter la chinoise Ju Wenjun lors du prochain championnat du Monde d'échecs féminin. 
Lors de la compétition Goryachkina s'est fait remarquer par une solide préparation dans les ouvertures et une forte stabilité psychologique
Les résultats sont les suivants : 
| Rang | Joueur                  | Fédération                                  | Elo  | 1   | 2   | 3   | 4   | 5   | 6   | 7   | 8   | Points / 14 | Performance Elo | Gain ou perte Elo |
| ---- | ----------------------- | ------------------------------------------- | ---- | --- | --- | --- | --- | --- | --- | --- | --- | ----------- | --------------- | ----------------- |
| 1    | Aleksandra Goriatchkina | Drapeau de la Russie                        | 2522 | XX  | ½ ½ | 1 ½ | 1 ½ | 1 ½ | 0 ½ | ½ 1 | 1 1 | 9,5         | 2 666           | + 27              |
| 2    | Anna Mouzytchouk        | Drapeau de l'Ukraine                        | 2539 | ½ ½ | XX  | 0 ½ | ½ 1 | 0 1 | ½ ½ | ½ ½ | 1 1 | 8           | 2 580           | +8                |
| 3    | Tan Zhongyi             | Drapeau de la République populaire de Chine | 2513 | 0 ½ | 1 ½ | XX  | 0 ½ | ½ 1 | ½ 0 | ½ 1 | 0 1 | 7           | 2 534           | +4                |
| 4    | Kateryna Lagno          | Drapeau de la Russie                        | 2554 | 0 ½ | ½ 0 | 1 ½ | XX  | ½ ½ | 1 ½ | ½ ½ | ½ ½ | 7           | 2 528           | -5                |
| 5    | Nana Dzagnidzé          | Drapeau de la Géorgie                       | 2510 | ½ 0 | 1 0 | ½ 0 | ½ ½ | XX  | 1 ½ | 0 1 | 1 0 | 6.5         | 2 505           | +0                |
| 6    | Mariya Mouzytchouk      | Drapeau de l'Ukraine                        | 2563 | ½ 1 | ½ ½ | ½ 1 | 0 ½ | 0 ½ | XX  | 1 0 | ½ 0 | 6.5         | 2 498           | -12               |
| 7    | Alexandra Kosteniouk    | Drapeau de la Russie                        | 2546 | ½ 0 | ½ ½ | ½ 0 | ½ ½ | 1 0 | 0 1 | XX  | 0 1 | 6           | 2 479           | -13               |
| 8    | Valentina Gounina       | Drapeau de la Russie                        | 2506 | 0 0 | 0 0 | 1 0 | ½ ½ | 0 1 | ½ 1 | 1 0 | XX  | 5.5         | 2 455           | - 9               |